# Філіппа Фосетт
Філіппа Фосетт (4 квітня 1868, Брайтон, Брайтон і Гоув, Східний Сассекс, Велика Британія — 10 червня 1948, Лондон, Велика Британія) — англійська математикиня та реформаторка школи.

## Життєпис
Єдина дитина правозахисниці Міллісент Фосетт (1847—1929) та політика Генрі Фосетта (1833—1884). Її тітка, Елізабет Гарретт Андерсон (1836—1917) та її кузина Луїза Андерсон (1873—1943) були відомими лікарями.
Після смерті батька вивчала математику в Бедфорд-коледжі, потім до 1887 року в Лондонському університетському коледжі і, нарешті, в Ньюнем-коледжі (коледжі Кембриджського університету). Там стала найкращою серед однокурсників і лектором. 1890 року була першою жінкою, яка отримала найвищий бал з математики в Кембриджі.
Від 1902 до 1905 року працювала в південноафриканських школах, а після повернення до Великої Британії отримала роботу в адміністрації школи при Раді лондонського графства. Як і її мати, була загальновизнаною правозахисницею та брала участь в успішній боротьбі за виборче право жінок у Сполученому Королівстві.